# Discomix
Discomix – w muzyce reggae, wydany na 12-calowej płycie winylowej singel w tzw. wersji "extended", czyli utwór poszerzony o dub lub DJ-ską interpretację; szczyt ich popularności przypadł na przełom lat 70. i 80.
Za pomysłodawcę formatu uważa się znanego producenta Josepha "Jo Jo" Hoo Kima, zainspirowanego wydawanymi w ten sposób amerykańskimi piosenkami disco. Pierwszy discomix nagrany został w jego studiu Channel One w Kingston w roku 1976 (strona A: The Jays feat. Ranking Trevor "Truly", strona B: The Jays "Ya-Ho"). Format szybko przyjął się zarówno w środowisku DJ-skim, jak i wśród słuchaczy na Jamajce, w szczytowym okresie stając się niemal na równi popularnym z klasycznymi siódemkami. Natomiast do jego popularyzacji w Wielkiej Brytanii przyczyniła się londyńska wytwórnia Greensleeves Records, wydając serię tych krążków pod zbiorczą nazwą Disco 45. Pojawiły się również discomixy na winylach 10-calowych.
Discomixy stały się inspiracją do nagrywania płyt długogrających określanych mianem "Showcase", czyli zawierających zwyczajowo sześć utworów, każdy w wersji "extended". Bezpośrednią przyczyną wydawania albumów "Showcase" było zapotrzebowanie na longplaye zagranicznego rynku muzycznego (podczas gdy wewnętrzny rynek jamajski pozostawał zorientowany na single). Okazały się one być idealnym rozwiązaniem w przypadku, gdy pojawiał się nacisk na wydanie płyty długogrającej, a artysta nagrał zaledwie kilka piosenek.